# Wikipedia en cantonés
La Wikipedia en cantonés (en chino tradicional, 維基百科; en chino simplificado, 维基百科; jyutping, wai4 gei1 baak3 fo1) es la edición en cantonés de Wikipedia. Este proyecto inició el 25 de marzo de 2006.
Esta edición de Wikipedia cuenta con 144 012 artículos y 2938 archivos en 324 970 páginas. Además tiene 290 689 usuarios registrados (11 de ellos son administradores), pero de estos se consideran activos 892.

## Nombre
El nombre cantonés de la Wikipedia fue votado en abril de 2006. Así como la ya existente Wikipedia en chino, el nombre de Wikipedia en cantonés significa «wiki enciclopedia». La transcripción china de «wiki» está compuesta por dos caracteres: 維 o 维, cuya etimología es «cuerdas o redes que conectan objetos», aludiendo a la Internet, y 基, que significa «fundamentos de un edificio» o «aspectos fundamentales de las cosas en general». El nombre puede ser interpretado como «la enciclopedia que conecta el conocimiento fundamental de la humanidad».

### Código ISO
Cuando se establació el proyecto, aún no había un código ISO para el cantonés. Por eso se usa zh-yue como dominio de Internet. Sin embargo, a algunos no les gustó la idea pues yuè es el nombre en mandarín para el cantonés. El nombre nativo es yuet. El cantonés conserva el tono de entrada mientras que el mandarín no.

### Nombre nativo
Hay varios nombres nativos para el cantonés, a saber, kwang tung wa (en chino tradicional, 廣東話), yuet yu (en chino tradicional, 粵語) y kwang fu wa (en chino tradicional, 廣府話). Sin embargo, los wikipedistas cantoneses usan estos tres indistintamente, escribiendo «Wikipedia en cantonés» de las siguientes maneras: 廣東話維基百科, 粵語維基百科 y 廣府話維基百科. No hay un consenso sobre el nombre nativo.

## Escritura
Se usan dos escrituras para escribir en cantonés: la china tradicional y la simplificada. La Wikipedia en cantonés usa el chino tradicional, siguiendo las costumbres de Hong Kong, Macao y del uso tradicional. Algunos caracteres cantoneses específicos solo pueden ser digitados con caracteres tradicionales. También, los caracteres tradicionales son más precisos que sus contrapartes simplificados. A los usuarios de caracteres simplificados se les provee un conversor en línea para poder ver el contenido.